# Scottsville (Teksas)
Scottsville – miasto w Stanach Zjednoczonych, w stanie Teksas, w hrabstwie Harrison.